# Gordon (comté de Douglas, Wisconsin)
Gordon est une ville du comté de Douglas, située dans le Wisconsin, aux États-Unis. Le recensement de 2000 a établi sa population à 645. Le secteur statistique de Gordon est situé dans la ville-même. 

## Transports
La ville est principalement desservie par la US Route 53. 

## Géographie
Selon le Bureau du recensement des États-Unis, la ville s'étend sur une superficie totale de 407,7 km2, dont 393,1 km2 de terre et 14,6 km2 (3,58 %) d’eau. 
Gordon est situé à 12 km au sud de Solon Springs et 64 km au sud-est de la ville de Superior. 

## Démographie
Au recensement de 2000, la ville comptait 645 personnes, 298 ménages et 188 familles. La densité de population était de 4,3 personnes par mile carré (1,6/km²). On dénombrait 471 logements, pour une densité moyenne de 3,1 par mile carré (1,2/km²). La composition raciale de la ville était la suivante : 95,35 % de Blancs, 0,31 % d’Afro-Américains, 1,55 % d’Amérindiens, 0,16 % d’Asiatiques, 0,62 % d’autres races et 2,02 % de deux races ou plus. Les Hispaniques ou Latinos, quelle que soit leur race, formaient 0,62 % de la population.
Parmi les 298 ménages, 21,5 % d'entre eux vivaient avec des enfants de moins de 18 ans, 52,7 % étaient des couples mariés vivant ensemble, 5,4 % se composaient d'une femme au foyer sans mari et 36,6 % de personnes ne formant pas une famille. 31,9 % des ménages étaient composés d'individus et 14,1 % d'une personne âgée de 65 ans ou plus, vivant seule. La taille moyenne des ménages était de 2,16 et celle des familles de 2,68. 
En ville, la population était composée de 19,7 % de personnes de moins de 18 ans, 5,0 % de 18 à 24 ans, 26,2 % de 25 à 44 ans, 29,9 % de 45 à 64 ans et 19,2 % de 65 ans et plus. L'âge médian était de 45 ans. Pour 100 femmes, il y avait 109,4 hommes. Pour 100 femmes de 18 ans et plus, il y avait 112,3 hommes. 
Le revenu médian d'un ménage de la ville s'élevait à 34 412 $, et celui d'une famille à 35 972 $. Les hommes avaient un revenu médian de 31 827 $ contre 19 844 $ pour les femmes.  Le revenu par tête de la ville était de 18 065 $. Environ 7,1 % des familles et 8,0 % de la population vivaient en dessous du seuil de pauvreté, y compris 9,1 % des moins de 18 ans et 13,8 % des personnes de 65 ans et plus. 

## Personnalités liées à la ville
- Philip B. Gordon, prêtre catholique amérindien (1885-1948), y est né[2].